# Medaille voor Uitstekende Dienst
De Medaille voor Uitstekende Dienst (Russisch: Медаль За отличие) werd in april 2005 ingesteld als een ministeriële onderscheiding van de Russische Federatie. De stervormige onderscheiding wordt een medaille genoemd en wordt aan het personeel van de spionagedienst Sloezjba Vnesjnej Razvedki (SVR) uitgereikt voor uitstekende resultaten bij het vergaren van inlichtingen in het buitenland.

## De medaille
De medaille is in werkelijkheid een op een lauwerkrans gelegde zilverkleurige vijfpuntige ster met binnen een rode ring waarop de opdracht "ОТЕЧЕСТВО ДОБЛЕСТЬ ЧЕСТЬ" staat een centraal blauw en geel medaillon waarop de aarde (de westelijke hemisfeer) is afgebeeld. Daaronder zijn, geheel in de stijl van de Socialistische orden en de heraldiek van de Sovjet-Unie twee rood-wit-blauwe linten afgebeeld. Op de vlakke goudkleurige keerzijde staat "СВР РОССИИ" en "ЗА ОТЛИЧИЕ".
De medaille wordt op de linkerborst gedragen aan een vijfhoekig gevouwen lint in twee even brede banen. De linkerbaan is hemelsblauw met een gele bies, de andere baan is rood-blauw-rood.
Op een dagelijks uniform mag men een baton in de kleuren van het lint dragen.